# ستيفن بي. ليونارد
ستيفن بي. ليونارد (بالإنجليزية: Stephen B. Leonard)‏ هو سياسي أمريكي، ولد في 15 أبريل 1793 في نيويورك في الولايات المتحدة، وتوفي في 8 مايو 1876. حزبياً، نشط في الحزب الديمقراطي. وقد انتخب عضو مجلس النواب الأمريكي.